# Руфина Амаја
Руфина Амаја (шп. Rufina Amaya; 1943 — 6. март 2007) је била салвадорска ауторка.

## Биографија
Рођена је 1943. године. Током грађанског рата у Салвадору 11. и 12. децембра 1981. је била једина преживела у масакру у Ел Мозотеу. О догађају су извештавала два америчка новинара, али новинарска заједница и влада Сједињених Америчких Држава и Салвадора је сумњала у истинитост њихових тврдњи. Због тога је за евентуалну истрагу Комисије Уједињених нација о истини након завршетка рата било кључно Амајино сведочење о нападима. Истрага је довела до инхумације тела закопаних у новембру 1992. и закључка комисије да је Амајино сведочење тачно. Била је очевидац злоставља жена, убијања мушкараца, жена и деце из митраљеза и спаљивања њихових тела од стране владиних војника. Скривајући се на дрвету, молила се Богу да ако је пусти да преживи да ће испричати свима шта се тамо догодило што је и урадила. Тада је изгубила супруга Доминга Клароса чије је обезглављивање видела, деветогодишњег сина Кристина који ју је позивао у помоћ и ћерке Марију Долорес, Марију Лилијан и Марију Изабел узраста пет и три године и осам месеци. Једино од њихове деце које није убијено у масакру је била ћерка Фиделија која у то време није била у селу. Након масакра је једно време била избеглица у Хондурасу где се 1985. године удала за Хозеа Нативидада са којим је имала четворо деце. Од њега се развела након две године брака. Вратила се у Салвадор 1990. и постала члан римокатоличке цркве. До марта 2000. је живела у близини села Сегундо Монтес који су основали репатрирани изгнаници у знак сећања на језуитског свештеника и научника убијеног током рата у масовном атентату од стране владиних снага. Преминула је од можданог удара у болници у Сан Салвадору 6. марта 2007. након дуге болести.